# Iwao Takamoto
Iwao Takamoto (Los Ángeles, 29 de abril de 1925-Los Ángeles, 8 de enero de 2007) fue un animador, productor de televisión y director cinematográfico estadounidense de origen japonés, especialmente conocido por sus trabajos para Hanna-Barbera.
Sus padres eran inmigrantes japoneses asentados en California. Tras el ataque a Pearl Harbor, la familia de Takamoto, al igual que otros muchos ciudadanos de origen japonés en todo el país, fue confinada en un campo de internamiento. En el campo de Manzanar, donde permaneció hasta el final de la Segunda Guerra Mundial, Takamoto aprendió los rudimentos de la ilustración, gracias a dos antiguos trabajadores de la industria del cine que también se encontraban internados allí.
Al acabar la guerra, comenzó su carrera como animador, primero —desde 1947— para la compañía Disney, en la que trabajó como ayudante de Milt Kahl, creador de personajes tan conocidos como el Shere Khan de El libro de la selva. Trabajó animando varios de los clásicos Disney, entre ellos La Cenicienta, La bella durmiente, Los 101 dálmatas y La dama y el vagabundo.
Tras abandonar la Disney en 1961, pasó a formar parte del equipo de animadores de Hanna-Barbera. Para esta compañía desarrolló diversas tareas, pero destacó sobre todo en la creación de personajes. Fue el responsable de la creación de personajes como Scooby Doo; Astro, el perro de Los Supersónicos y Penélope Glamour, de Los autos locos. Trabajo en la producción de varias de las series Hanna Barbera, como La familia Addams, Hong Kong Phooey y Mandibulín. Dirigió también algunas películas de animación, como Las aventuras de Wilbur y Charlotte (Charlotte's Web, 1973) y Los Supersónicos: La película (1990).
Takamoto fue el vicepresidente del departamento de Diseño Creativo de Hanna-Barbera, y supervisó muchos productos de merchandising relacionados con la compañía. En 2005 fue premiado con el Golden Award del Animation Guild (Sindicato de Animación), en reconocimiento a sus más de 50 años de trabajo en el campo de la animación.
- Datos: Q445100
- Multimedia: Iwao Takamoto / Q445100